# Tan Boon Heong
Tan Boon Heong (* 18. September 1987 in Alor Setar, Kedah) ist ein Badmintonspieler aus Malaysia.

## Karriere
Tan Boon Heong ist ein ausgesprochener Doppelspezialist und startete seine Karriere mit Hoon Thien How. Diese Paarung gewann die Junioren-Weltmeisterschaft und Silber bei der Asienmeisterschaft. Danach wechselte Koo Kien Keat an seine Seite. Gemeinsam siegten sie unter anderem bei der Swiss Open Super Series 2009 und der Denmark Super Series 2007. Bei der Weltmeisterschaft 2009 holten sie Bronze. 2019 siegte Tan Boon Heong bei den Perth International.
Mit 493 km/h stellte Tan Boon Heong im August 2013 einen neuen Geschwindigkeits-Weltrekord (Eintrag ins Guinness-Buch der Rekorde) für den schnellsten Smash auf. Dies geschah allerdings nicht in einem offiziellen Wettbewerb, sondern unter Laborbedingungen im Rahmen eines Schlägertests des japanischen Herstellers Yonex. Den aktuellen Rekord für den schnellsten Smash innerhalb eines offiziellen Matches hält Lee Chong Wei mit 417 km/h.

## Erfolge im Herrendoppel
| Jahr                               | Wettkampf           | Ort             | Ergebnis |
| ---------------------------------- | ------------------- | --------------- | -------- |
| 2004                               |                     |                 |          |
| Singapur International             | Singapur            | Finalist        |          |
| Junioren-Weltmeisterschaft         | Vancouver           | Sieger          |          |
| 2005                               |                     |                 |          |
| Malaysia International             | Malaysia            | Finalist        |          |
| 2006                               |                     |                 |          |
| Asienspiele                        | Doha                | Sieger          |          |
| Yonex Japan Open                   | Tokio               | Finalist        |          |
| Yonex Sunrise Hong Kong Open       | Hongkong            | Viertelfinalist |          |
| Thailand Open                      | Bangkok             | Viertelfinalist |          |
| Macau Open                         | Macau               | Viertelfinalist |          |
| Singapur Open                      | Singapur            | Viertelfinalist |          |
| Asienmeisterschaft                 | Johor Bahru         | Finalist        |          |
| China Masters                      | China               | Viertelfinalist |          |
| 2007                               |                     |                 |          |
| Denmark Super Series               | Odense              | Sieger          |          |
| Macau Open                         | Macau               | Sieger          |          |
| Japan Super Series                 | Tokio               | 3. Runde        |          |
| Weltmeisterschaft                  | Kuala Lumpur        | Viertelfinalist |          |
| Philippines Open                   | Manila              | Sieger          |          |
| Malaysische Meisterschaft          | Kuala Terengganu    | Sieger          |          |
| Indonesia Super Series             | Jakarta             | Halbfinalist    |          |
| Asienmeisterschaft                 | Johor Bahru         | Finalist        |          |
| Swiss Open Super Series            | Basel               | Sieger          |          |
| All England Super Series           | Birmingham          | Sieger          |          |
| Yonex Korea Open Super Series      | Seoul               | Halbfinalist    |          |
| Proton Malaysia Super Series       | Kuala Lumpur        | Sieger          |          |
| 2008                               |                     |                 |          |
| Macau Open Grand Prix Gold 2008    | Macau               | Sieger          |          |
| Proton Malaysia Super Series       | Kuala Lumpur        | 2. Runde        |          |
| 2009                               |                     |                 |          |
| Macau Open Grand Prix Gold 2009    | Macau               | Sieger          |          |
| Weltmeisterschaft                  | Indien              | Halbfinalist    |          |
| Swiss Open Super Series 2009       | Basel               | Sieger          |          |
| All England Super Series 2009      | Birmingham          | Viertelfinalist |          |
| 2011                               |                     |                 |          |
| Sudirman Cup 2011                  | Indonesien          | Sieger          |          |
| Malaysia Open Grand Prix Gold 2011 | Alor Setar          | Sieger          |          |
| India Super Series 2011            | Neu-Delhi           | Halbfinalist    |          |
| All England Super Series 2011      | London              | Finalist        |          |
| German Open 2011                   | Mülheim an der Ruhr | Halbfinalist    |          |
| Korea Open Super Series 2011       | Seoul               | Halbfinalist    |          |
| 2012                               |                     |                 |          |
| Denmark Open                       | Odense              | Finalist        |          |
| French Open                        | Paris               | Viertelfinalist |          |